# Paul Devrient

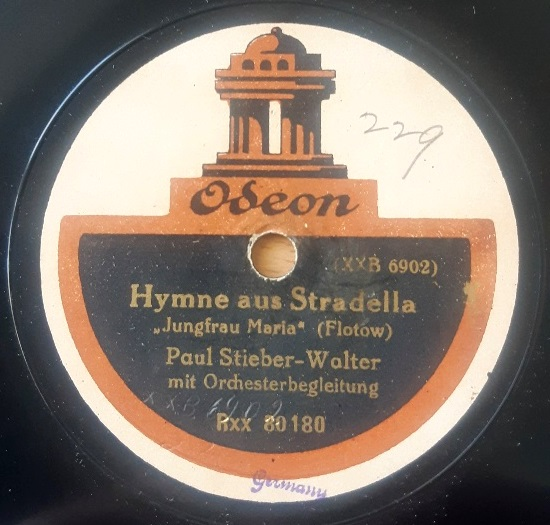
Schallplatte von Paul Stieber-Walter (Berlin 1924)

Paul Devrient, eigentlich Walter Stieber, auch Paul Stieber-Walter (* 17. November 1890 in Wandsbek bei Hamburg; † 5. November 1973 in Ruhpolding) war ein deutscher Opernsänger (Tenor) und Regisseur. Er galt als namhafter Verdi- und Mozart-Interpret. Außerdem erlangte er Bekanntheit als Stimmbildner und Sprechlehrer Adolf Hitlers 1932.

## Leben
Stiebers Urgroßmutter war die Berliner Hofschauspielerin Friederike Komitsch, geb. Schaffner, die in erster Ehe mit dem berühmten Schauspieler Ludwig Devrient verheiratet war. Sein Großvater Wilhelm Stieber, Jurist und Kriminalist, fungierte als Chef des Central-Nachrichten-Bureaus beim preußischen Innenministerium in Berlin. Walter Stieber wurde 1890 als einer von vier Söhnen des Juristen Paul Stieber (1856–1944) und dessen Frau Elsbeth (Else) (1861–1940), geb. Biermann, in Wandsbek bei Hamburg geboren. Sein älterer Bruder Hans Stieber (1886–1969) wurde Dirigent, Komponist und Geiger. Stieber besuchte das Gymnasium in Halle an der Saale, wo sein Vater zuletzt als 1. Direktor der Norddeutschen Knappschafts-Pensionskasse wirkte.
Er studierte an den Universitäten Leipzig und Berlin. Während seines Studiums wurde er 1909 Mitglied der Leipziger Universitäts-Sängerschaft zu St. Pauli. Außerdem nahm er von 1912 bis 1915 Gesangsunterricht beim Tenor Hanns Nietan in Dessau und 1918 beim US-amerikanischen Bariton Harry de Garmo in Wiesbaden.
Unter den Namen Paul Stieber-Walter und Paul Devrient war er von 1915 bis 1918 Opernsänger am Stadttheater Mainz, dann am Stadttheater Chemnitz (1918–1921). 1921 war er in Chemnitz an der Uraufführung der Oper Der Sonnenstürmer seines Bruders beteiligt. 1921/22 wechselte er an das Landestheater Darmstadt. Von 1922 bis 1929 war er Opernsänger am Opernhaus Hannover. Dort brachte er 1927 die Oper Herrn Dürers Bild von Joseph Gustav Mraczek zur Uraufführung. Außerdem hatte er von 1924 bis 1928 einen Gastspielvertrag an der Preußischen Staatsoper Berlin (1924–1928). Weitere Gastspiele führten ihn 1925 an das Opernhaus Köln und 1927 an die Dresdner Staatsoper.
Nach 1929 widmete er sich verstärkt der Operette am Theater des Westens und am Metropol-Theater in Berlin. Von 1936 bis 1939 war er Sänger und Regisseur am Stadttheater Frankfurt (Oder). In gleicher Funktion war er an den Theatern in Liegnitz (1939–1941) und Görlitz (1941/42) engagiert. Ferner trat er als Konzert- und Oratoriensänger sowie als Liedinterpret in Erscheinung, oft wurde er von seinem Bruder am Klavier begleitet. 1934 war er an den Festspielen von Zoppot beteiligt.
Zu seinem Repertoire gehörte „Belmonte“ aus der Entführung aus dem Serail (Mozart), „Nureddin“ aus der Der Barbier von Bagdad (Cornelius), „Fritz“ aus Der ferne Klang (Schreker), „Alviano“ aus Die Gezeichneten (Schreker), „Mephisto“ aus Doktor Faust (Busoni), „Herzog“ aus Rigoletto (Verdi), „Alfredo“ aus La Traviata und „Klas“ aus Enoch Arden (Gerster). Schallplatten erschienen beim Label Odeon.
Stieber, evangelisch, war mit Marta Geigenberger verheiratet und Vater zweier Kinder. Ab 1943 lebte er in Marktl am Inn.
Unter dem Namen Paul Stieber-Walter erschienen Schallplatten bei Odeon (Berlin 1924–27) und Parlophon (Tenorsolo in vollständiger 9. Symphonie von Beethoven unter Frieder Weißmann; Berlin 1925).

## Devrient als Stimmbildner Hitlers
Devrients 1975 postum veröffentlichtem Tagebuch zufolge sollte Paul Devrient Abhilfe schaffen, nachdem bei Hitler eine drohende Stimmbandlähmung infolge von Überanstrengung diagnostiziert worden war. Gegen Honorar begleitete Devrient Hitler von April bis November 1932 auf seinen Propagandareisen quer durch Deutschland. Devrient schulte nicht nur Hitlers Stimme und Sprechtechnik, sondern verbesserte durch Schauspiel- und Rhetorikunterricht auch dessen Präsenz als politischer Redner vor großem Publikum. Um Hitlers Glaubwürdigkeit nicht zu untergraben oder ihn gar öffentlich dem Spott seiner Gegner preiszugeben, musste Devrient unter größter Geheimhaltung arbeiten. Details wurden erst nach seinem Tod bekannt, als sein Tagebuch in die Hände seines Sohnes Hans Stieber (* 1917) überging. Dieser überließ die Aufzeichnungen Werner Maser, der sie im Jahr 1975 schließlich veröffentlichte.
Jens Dobler vermutet, dass es sich bei diesem Tagebuch und der gesamten Devrient-Hitler-Legende um eine Erfindung Hans Stiebers handeln könnte, den er auch für den mutmaßlichen Autor der 1978 erschienenen gefälschten Memoiren seines Urgroßvaters Wilhelm Stieber hält.
Devrients Kooperation mit Hitler bot Stoff für mehrere Bühnenstücke und Filme. Eine erste Parodie lieferte Bertolt Brecht mit dem Bühnenstück Der aufhaltsame Aufstieg des Arturo Ui (1941). George Tabori machte in der Farce Mein Kampf (1987) aus dem Ausbilder einen Juden, der zum ersten Opfer seines Schülers wird. In der Kinokomödie Mein Führer – Die wirklich wahrste Wahrheit über Adolf Hitler (2006) lässt der Regisseur und Autor Dani Levy den deutschen Diktator von einem jüdischen KZ-Häftling unterrichten.

## Filmografie
- 1956: Das alte Försterhaus
- 1959: Land, das meine Sprache spricht
- 1960: Schatten der Helden
- 1960/61: Hamlet
- 1963: Lady Lobsters Bräutigam
- 1963/64: Die Gardine
- 1964: Die Verbrecher
- 1966: Porträt eines Helden
- 1968/69: Der Fall Lena Christ

## Tagebuch
- Werner Maser (Bearb./Hrsg.): Mein Schüler Hitler. Das Tagebuch seines Lehrers Paul Devrient. Ilmgau Verlag, Pfaffenhofen 1975, ISBN 3-7787-1022-2.
- Werner Maser (Hrsg.): Paul Devrient. Mein Schüler Adolf Hitler. Das Tagebuch seines Lehrers. Universitas, München 2003, ISBN 3-8004-1450-3.